# Internazionali BNL d'Italia 2018
Internazionali BNL d'Italia 2018, známý také pod názvy Italian Open 2018 nebo Rome Masters 2018, byl společný tenisový turnaj mužského okruhu ATP World Tour a ženského okruhu WTA Tour, hraný v areálu Foro Italico na otevřených antukových dvorcích. Konal se mezi 13. až 20. květnem 2018 v italské metropoli Římě jako sedmdesátý pátý ročník turnaje.
Mužská polovina se po grandslamu a Turnaji mistrů řadila do třetí nejvyšší kategorie okruhu ATP World Tour Masters 1000 a její dotace činila 5 444 985 eur. Ženská část disponovala rozpočtem 2 703 000 eur a byla součástí kategorie WTA Premier 5.
Nejvýše nasazenými hráči v soutěžích dvouher se stali mužská světová dvojka, Španěl Rafael Nadal a první žena klasifikace Simona Halepová z Rumunska. Jako poslední přímí účastníci do dvouher nastoupili americký 54. hráč pořadí Ryan Harrison a 47. žena klasifikace Maria Sakkariová z Řecka.
Mužskou dvouhru vyhrál druhý hráč světa Rafael Nadal ze Španělska, čímž si připsal sedmdesátý osmý singlový titul na okruhu ATP Tour. V této statistice se odpoutal od čtvrtého Johna McEnroea. Navýšil také rekordní počet osmi vítězství na Rome Masters, padesáti šesti triumfů z antuky a třiceti dvou trofejí v sérii Masters. Debutovou trofej z kategorie Masters si v mužské čtyřhře odvezl kolumbijský pár Juan Sebastián Cabal a Robert Farah, jehož členové společně vyhráli jedenáct turnajů.
Potřetí v kariéře obhájila ukrajinská světová čtyřka Elina Svitolinová turnajové vítězství, když si z ženské dvouhry odvezla dvanáctý singlový titul na okruhu WTA Tour. První společnou trofej z ženské čtyřhry vybojoval australsko-nizozemský pár Ashleigh Bartyová a Demi Schuursová.
Turnaj vygeneroval dvě nové světové jedničky, když se po týdenní přestávce pošesté do čela mužské singlové klasifikace vrátil Rafael Nadal. Historicky první chorvatskou světovou jedničkou v tenise se stal Mate Pavić, který ovládl vrchol deblové klasifikace a ve 24 letech se stal nejmladší mužskou jedničkou čtyřhry od roku 1996.

## Rozdělení bodů a finančních odměn

### Rozdělení bodů
| Soutěž       | vítězové | finalisté | semifinalisté | čtvrtfinalisté | 16 v kole | 32 v kole | 64 v kole | Q  | Q2 | Q1 |
| ------------ | -------- | --------- | ------------- | -------------- | --------- | --------- | --------- | -- | -- | -- |
| dvouhra mužů | 1000     | 600       | 360           | 180            | 90        | 45        | 10        | 25 | 16 | 0  |
| čtyřhra mužů | 1000     | 600       | 360           | 180            | 90        | 0         | —         | —  | —  | —  |
| dvouhra žen  | 900      | 585       | 350           | 190            | 105       | 60        | 10        | 30 | 20 | 1  |
| čtyřhra žen  | 900      | 585       | 350           | 190            | 105       | 5         | —         | —  | —  | —  |

### Finanční odměny
| Soutěž                                | vítězové | finalisté | semifinalisté | čtvrtfinalisté | 16 v kole | 32 v kole | 64 v kole | Q2     | Q1     |
| ------------------------------------- | -------- | --------- | ------------- | -------------- | --------- | --------- | --------- | ------ | ------ |
| dvouhra mužů                          | €935 385 | €458 640  | €230 830      | €117 375       | €60 945   | €32 135   | €17 350   | €4 000 | €2 040 |
| dvouhra žen                           | €507 100 | €253 425  | €126 590      | €58 313        | €28 910   | €14 840   | €7 627    | €4 245 | €2 184 |
| čtyřhra mužů                          | €289 670 | €141 820  | €71 130       | €35 510        | €18 870   | €9 960    | —         | —      | —      |
| čtyřhra žen                           | €145 167 | €73 322   | €36 293       | €18 269        | €9 227    | €4 572    | —         | —      | —      |
| částka ve čtyřhrách je uvedena na pár |          |           |               |                |           |           |           |        |        |

## Dvouhra mužů

### Nasazení
| Stát                           | Hráč                  | ATP | Nasazení |
| ------------------------------ | --------------------- | --- | -------- |
| Španělsko                      | Rafael Nadal          | 2.  | 1.       |
| Německo                        | Alexander Zverev      | 3.  | 2.       |
| Bulharsko                      | Grigor Dimitrov       | 4.  | 3.       |
| Chorvatsko                     | Marin Čilić           | 5.  | 4.       |
| Argentina                      | Juan Martín del Potro | 6.  | 5.       |
| Rakousko                       | Dominic Thiem         | 8.  | 6.       |
| Jižní Afrika                   | Kevin Anderson        | 7.  | 7.       |
| USA                            | John Isner            | 9.  | 8.       |
| Belgie                         | David Goffin          | 10. | 9.       |
| Španělsko                      | Pablo Carreño Busta   | 11. | 10.      |
| Srbsko                         | Novak Djoković        | 18. | 11.      |
| USA                            | Sam Querrey           | 12. | 12.      |
| USA                            | Jack Sock             | 14. | 13.      |
| Argentina                      | Diego Schwartzman     | 15. | 14.      |
| Česko                          | Tomáš Berdych         | 17. | 15.      |
| Francie                        | Lucas Pouille         | 16. | 16.      |
| Žebříček ATP k 14. květnu 2018 |                       |     |          |

### Jiné formy účasti
Následující hráči obdrželi divokou kartu do hlavní soutěže:
- Matteo Berrettini
- Marco Cecchinato
- Andreas Seppi
- Lorenzo Sonego

Následující hráči postoupili z kvalifikace:
- Filippo Baldi
- Nikoloz Basilašvili
- Federico Delbonis
- Nicolás Jarry
- Malek Džazírí
- Frances Tiafoe
- Stefanos Tsitsipas

### Odhlášení
před zahájením turnaje
- Roberto Bautista Agut → nahradil jej  Steve Johnson
- Čong Hjon → nahradil jej  Alexandr Dolgopolov
- Roger Federer → nahradil jej  Denis Shapovalov
- Filip Krajinović → nahradil jej  Aljaž Bedene
- Nick Kyrgios → nahradil jej  Ryan Harrison
- Andy Murray → nahradil jej  Leonardo Mayer
- Milos Raonic → nahradil jej  Peter Gojowczyk
- Andrej Rubljov → nahradil jej  Daniil Medveděv
- Jo-Wilfried Tsonga → nahradil jej  Benoît Paire

#### Skrečování
- Borna Ćorić (poranění krku)[2]

## Mužská čtyřhra

### Nasazení
| Stát                                                                                    | Hráč                 | Stát       | Hráč                   | ATP | Nasazení |
| --------------------------------------------------------------------------------------- | -------------------- | ---------- | ---------------------- | --- | -------- |
| Polsko                                                                                  | Łukasz Kubot         | Brazílie   | Marcelo Melo           | 3.  | 1.       |
| Rakousko                                                                                | Oliver Marach        | Chorvatsko | Mate Pavić             | 7.  | 2.       |
| USA                                                                                     | Bob Bryan            | USA        | Mike Bryan             | 10. | 3.       |
| Finsko                                                                                  | Henri Kontinen       | Austrálie  | John Peers             | 15. | 4.       |
| Spojené království                                                                      | Jamie Murray         | Brazílie   | Bruno Soares           | 27. | 5.       |
| Kolumbie                                                                                | Juan Sebastián Cabal | Kolumbie   | Robert Farah           | 37. | 6.       |
| Indie                                                                                   | Rohan Bopanna        | Francie    | Édouard Roger-Vasselin | 44. | 7.       |
| Španělsko                                                                               | Feliciano López      | Španělsko  | Marc López             | 46. | 8.       |
| Žebříček ATP k 14. květnu 2018; číslo je součtem žebříčkového postavení obou členů páru |                      |            |                        |     |          |

### Jiné formy účasti
Následující páry obdržely divokou kartu do hlavní soutěže:
- Simone Bolelli /  Fabio Fognini
- Julian Ocleppo /  Andrea Vavassori

ásledující pár nastoupil z pozice náhradníka:
- Pablo Carreño Busta /  João Sousa

### Odhlášení
před zahájením turnaje
- Bob Bryan

## Ženská dvouhra

### Nasazení
| Stát                          | Hráčka                 | WTA | Nasazení |
| ----------------------------- | ---------------------- | --- | -------- |
| Rumunsko                      | Simona Halepová        | 1.  | 1.       |
| Dánsko                        | Caroline Wozniacká     | 2.  | 2.       |
| Španělsko                     | Garbiñe Muguruzaová    | 3.  | 3.       |
| Ukrajina                      | Elina Svitolinová      | 4.  | 4.       |
| Lotyšsko                      | Jeļena Ostapenková     | 5.  | 5.       |
| Česko                         | Karolína Plíšková      | 6.  | 6.       |
| Francie                       | Caroline Garciaová     | 7.  | 7.       |
| USA                           | Venus Williamsová      | 8.  | 8.       |
| USA                           | Sloane Stephensová     | 9.  | 9.       |
| Česko                         | Petra Kvitová          | 10. | 10.      |
| Německo                       | Angelique Kerberová    | 11. | 11.      |
| USA                           | Coco Vandewegheová     | 13. | 12.      |
| USA                           | Madison Keysová        | 14. | 13.      |
| Rusko                         | Darja Kasatkinová      | 15. | 14.      |
| Lotyšsko                      | Anastasija Sevastovová | 17. | 15.      |
| Austrálie                     | Ashleigh Bartyová      | 18. | 16.      |
| Slovensko                     | Magdaléna Rybáriková   | 19. | 17.      |
| Žebříček WTA k 7. květnu 2018 |                        |     |          |

### Jiné formy účasti
Následující hráčky obdržely divokou kartu do hlavní soutěže:
- Sara Erraniová
- Camilla Rosatellová
- Francesca Schiavoneová
- Samantha Stosurová
- Roberta Vinciová

Následující hráčky nastoupily do hlavní soutěže pod žebříčkovou ochranou:
- Viktoria Azarenková
- Laura Siegemundová

Následující hráčky postoupily z kvalifikace:
- Danielle Collinsová
- Polona Hercogová
- Sie Šu-wej
- Kaia Kanepiová
- Ajla Tomljanovićová
- Alison Van Uytvancková
- Donna Vekićová
- Natalja Vichljancevová

TNásledující hráčky postoupily z kvalifikace jako tzv. šťastné poražené:
- Zarina Dijasová
- Aleksandra Krunićová
- Aryna Sabalenková

### Odhlášení
před zahájením turnaje
- Alizé Cornetová → nahradila ji  Jelena Vesninová
- Julia Görgesová → nahradila ji  Tímea Babosová
- Petra Kvitová → nahradila ji  Aleksandra Krunićová
- Jekatěrina Makarovová → nahradila ji  Aryna Sabalenková
- Elise Mertensová → nahradila ji  Maria Sakkariová
- Serena Williamsová → nahradila ji  Zarina Dijasová

## Ženská čtyřhra

### Nasazení
| Stát                                                                                   | Hráčka                    | Stát       | Hráčka                         | WTA | Nasazení |
| -------------------------------------------------------------------------------------- | ------------------------- | ---------- | ------------------------------ | --- | -------- |
| Rusko                                                                                  | Jekatěrina Makarovová     | Rusko      | Jelena Vesninová               | 4.  | 1.       |
| Česko                                                                                  | Andrea Sestini Hlaváčková | Česko      | Barbora Strýcová               | 17. | 2.       |
| Maďarsko                                                                               | Tímea Babosová            | Francie    | Kristina Mladenovicová         | 18. | 3.       |
| Kanada                                                                                 | Gabriela Dabrowská        | Čína       | Sü I-fan                       | 25. | 4.       |
| Čínská Tchaj-pej                                                                       | Latisha Chan              | USA        | Bethanie Mattek-Sandsová       | 32. | 5.       |
| Česko                                                                                  | Barbora Krejčíková        | Česko      | Kateřina Siniaková             | 33. | 6.       |
| Slovinsko                                                                              | Andreja Klepačová         | Španělsko  | María José Martínez Sánchezová | 34. | 7.       |
| Austrálie                                                                              | Ashleigh Bartyová         | Nizozemsko | Demi Schuursová                | 35. | 8.       |
| Žebříček WTA k 7. květnu 2018; číslo je součtem žebříčkového postavení obou členů páru |                           |            |                                |     |          |

### Jiné formy účasti
Následující páry obdržely divokou kartu do hlavní soutěže:
- Deborah Chiesaová /  Alice Matteucciová
- Sara Erraniová /  Martina Trevisanová
- Olga Savčuková /  Elina Svitolinová

Následující pár nastoupil z pozice náhradníka:
- Johanna Kontaová /  Čang Šuaj

### Odhlášení
před zahájením turnaje
- Jekatěrina Makarovová

## Přehled finále

### Mužská dvouhra
- Rafael Nadal vs.  Alexander Zverev, 6–1, 1–6, 6–3

### Ženská dvouhra
- Elina Svitolinová vs.  Simona Halepová, 6–0, 6–4

### Mužská čtyřhra
- Juan Sebastián Cabal /  Robert Farah vs.  Pablo Carreño Busta /  João Sousa, 3–6, 6–4, [10–4]

### Ženská čtyřhra
- Ashleigh Bartyová /  Demi Schuursová vs.  Andrea Sestini Hlaváčková /  Barbora Strýcová, 6–3, 6–4